# Морской, Давид Львович
Дави́д Льво́вич Морско́й (настоящая фамилия — Меерзо́н; (6 [18] ноября 1892, Кишинёв, Бессарабская губерния — 1969) — советский режиссёр театра и кино, актёр, педагог, мемуарист.

## Биография
Давид Лейви-Ицекович Меерзон родился 6 (18) ноября 1892 года в многодетной семье Лейви-Ицека (Лейви-Ицхока) Вольфовича Меерзона (1857—?) и Ривки Ицековны Меерзон (урождённой Коган), в городе Кишинёве Кишинёвского уезда Бессарабской губернии, ныне город — столица Республики Молдова. Родители заключили брак там же в 1879 году. 
В 1908 году окончил частную театральную школу М. И. Морской в Одессе (располагалась в доходном доме Варфоломея Бонифаци на углу Екатерининской улицы и Театрального переулка, 3/18). 
В 1908—1913 годах — актёр, позже режиссёр в театрах Кишинёва, Шадринска (ныне Шадринский государственный драматический театр в Курганской области), Симферополя, Киева. В 1913—1920 годах — режиссёр, преподаватель в киевском театре Н. Соловцова (одновременно с 1915 года — второй режиссёр Киевской кинофабрики «Светотень»). 
В 1920—1926 годах — заведующий художественно-постановочной частью, помощник режиссёра в 3-й студии МХАТ.
В 1924—1931 годах — режиссёр кинофабрики «Межрабпом-Русь» (ныне — Киностудия имени М. Горького). 
В 1935—1939 годах — режиссёр-педагог Московской областной школы режиссёров.
В 1940—1941 годах и с 1943 года — старший лаборант ВГИКа. В 1943—1946 годах — режиссёр киностудии «Мосфильм».
Автор сценариев фильмов «Эх, яблочко…» (в соавторстве с Л. Л. Оболенским, 1926), «Ревизор» (по Н. В. Гоголю). Оставил воспоминания о театральной жизни Киева в период Гражданской войны, деятельности киностудии «Межрабпом-Русь», кинематографистах 1920-х годов.
Давид Львович Морской умер в 1969 году.

## Фильмография
- 1925 — Его призыв («23 января»), помощник режиссёра
- 1926 — Последний выстрел (Чёрное золото, Углекопы), режиссёр
- 1927 — Кто ты такой? («По ту сторону щели»), ассистент режиссёра
- 1928 — В город входить нельзя, ассистент режиссёра
- 1928 — Ледяной дом («Бирон и Волынский»), ассистент режиссёра
- 1928 — Хромой барин, ассистент режиссёра
- 1928 — Человек родился (Родился человек), ассистент режиссёра

## Семья
- Старшая сестра Эрнестина Меерзон (1889—?) в 1907 году вышла замуж за Моисея Израилевича Мичника, сына кишинёвского купца первой гильдии, банкира и мецената Израиля Лазаревича Мичника и Фейги Абрамовны Мичник; брат Моисея, Арон Мичник, был женат на педиатре Зинаиде Осиповне Мичник.
- Брат — фтизиатр, доктор медицинских наук Дарий Львович Меерсон.
- Двоюродные братья — Яков Соломонович Меерзон, хирург-трансфузиолог; Дмитрий Соломонович Меерсон (1900—1993), инженер-архитектор; Иона Эммануилович Якир, командарм 1-го ранга. Сын двоюродной сестры — писатель и дипломат Давид Григорьевич Штерн.